# Ferrari 360 Modena
Pour les articles homonymes, voir Modena (homonymie).
La Ferrari 360 Modena est une voiture sportive de luxe construite de 1999 à 2005 par le constructeur italien Ferrari. Cette Ferrari doit son nom (Modena) à la ville de Modène, lieu de naissance d'Enzo Ferrari, créateur de la firme.

## Historique
Commercialisée en 1999 pour succéder à la Ferrari F355, celle-ci succédant elle-même à la Ferrari 348 qui comme la 355 était produite en TB, TS et Spider à la fois. La firme l'a mise au point avec le concours de Pininfarina pour le design et de Scaglietti pour la carrosserie.
Pour la première fois chez Ferrari, la carrosserie est intégralement réalisée en aluminium. La 360 Modena fait un grand pas en avant par rapport à son aînée : l'électronique devient de plus en plus présente (aide à la conduite, commande de boîte, sécurité). Les dimensions et l'habitabilité sont en hausse.
La Ferrari 360 Modena est propulsée par un moteur V8 à 90° en position centrale arrière dont la puissance maximale (400 ch) est atteinte à 8 500 tr/min. Comme sur la F355, ce moteur comporte cinq soupapes par cylindres (40 en tout). Un bouton notamment (initialement apparu sur les Fiat Punto) permet de démultiplier la direction assistée et de rendre celle-ci encore plus facile à l'usage. La boîte de vitesses « F1 » (en option), avec ses palettes au volant, permet de passer les vitesses très rapidement : quand le pilote engage un rapport supérieur, un « ordre » sous forme de courant électrique est transmis à un calculateur qui aura au préalable eu un maximum de données sur le régime moteur ainsi que quelques informations sur les actions du pilote. Ce dernier commande des pistons hydrauliques en envoyant de l'huile à l'embrayage (qui se scinde en deux parties) et à la commande de boîte qui passe la vitesse supérieure. Il en est de même pour les rapports suivants ainsi que lors d'un rétrogradage
Cette Ferrari a été produite à 17 500 exemplaires, toutes versions confondues.
En 2004, elle est remplacée par la F430 qui sera elle-même déclinée à la fois en coupé et en cabriolet (Spider) comme celle qui l'a précédée.

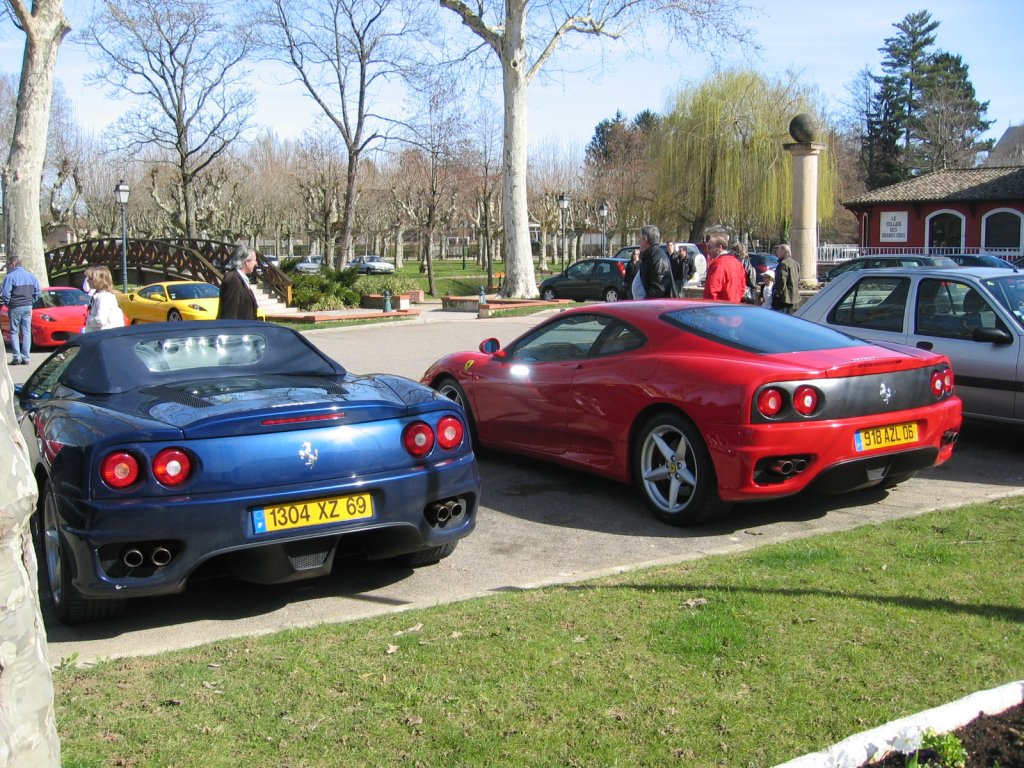
En bleu : une 360 Spider.
En rouge : une 360 Modena.

## Variantes

### 360 Spider
La Ferrari 360 Spider est la version décapotable de la 360 Modena. La capote est en toile et est motorisée.

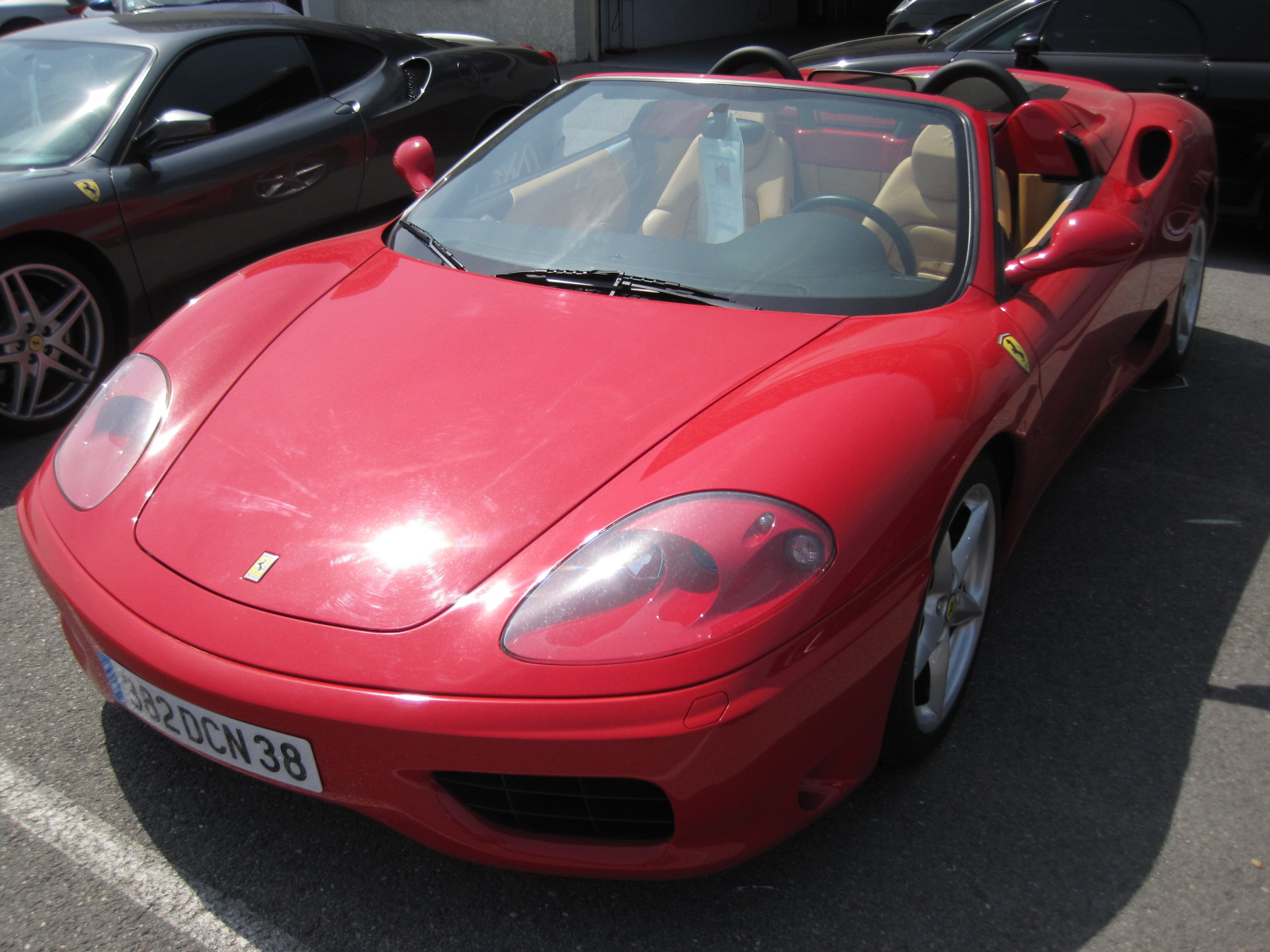
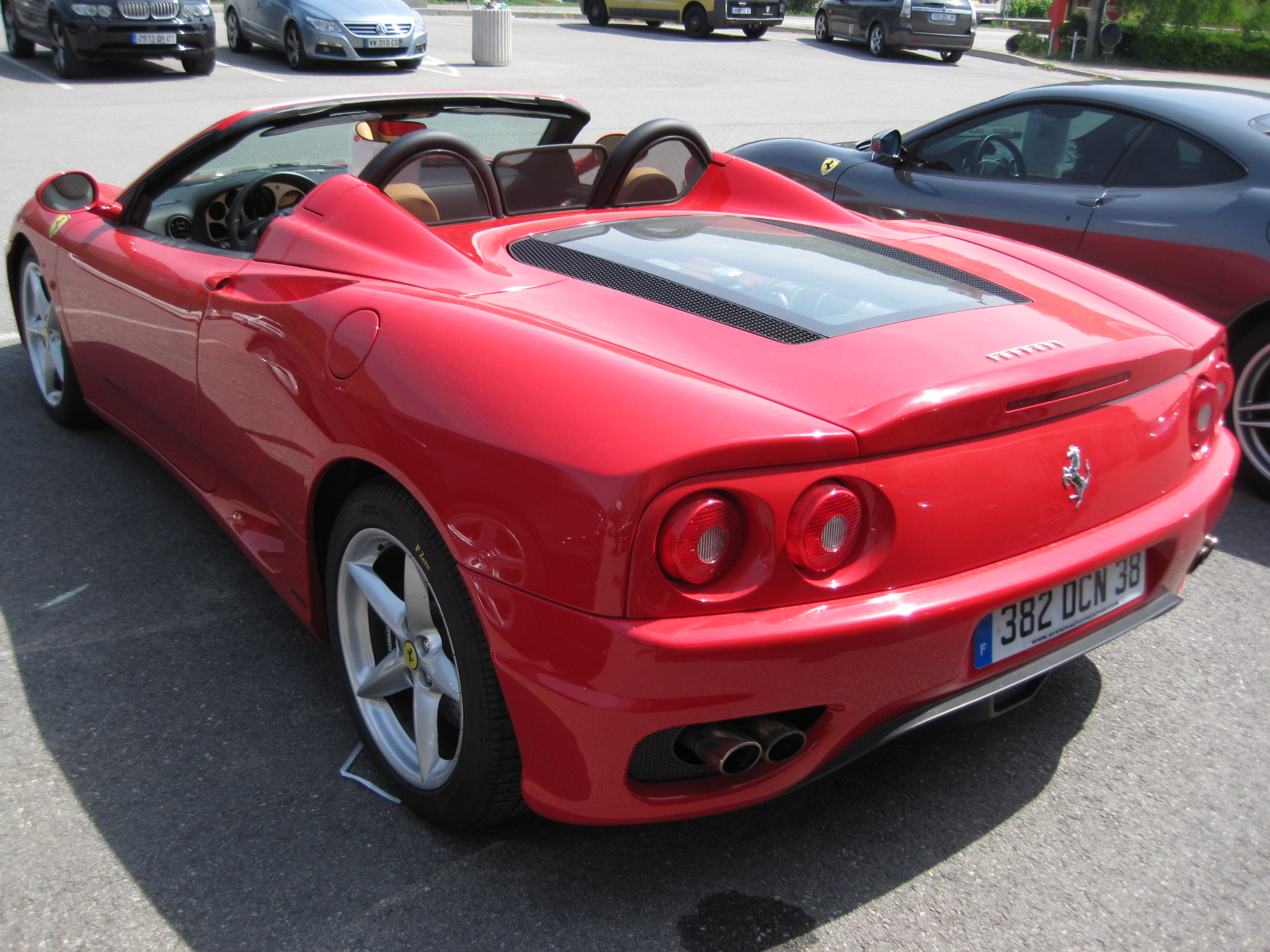
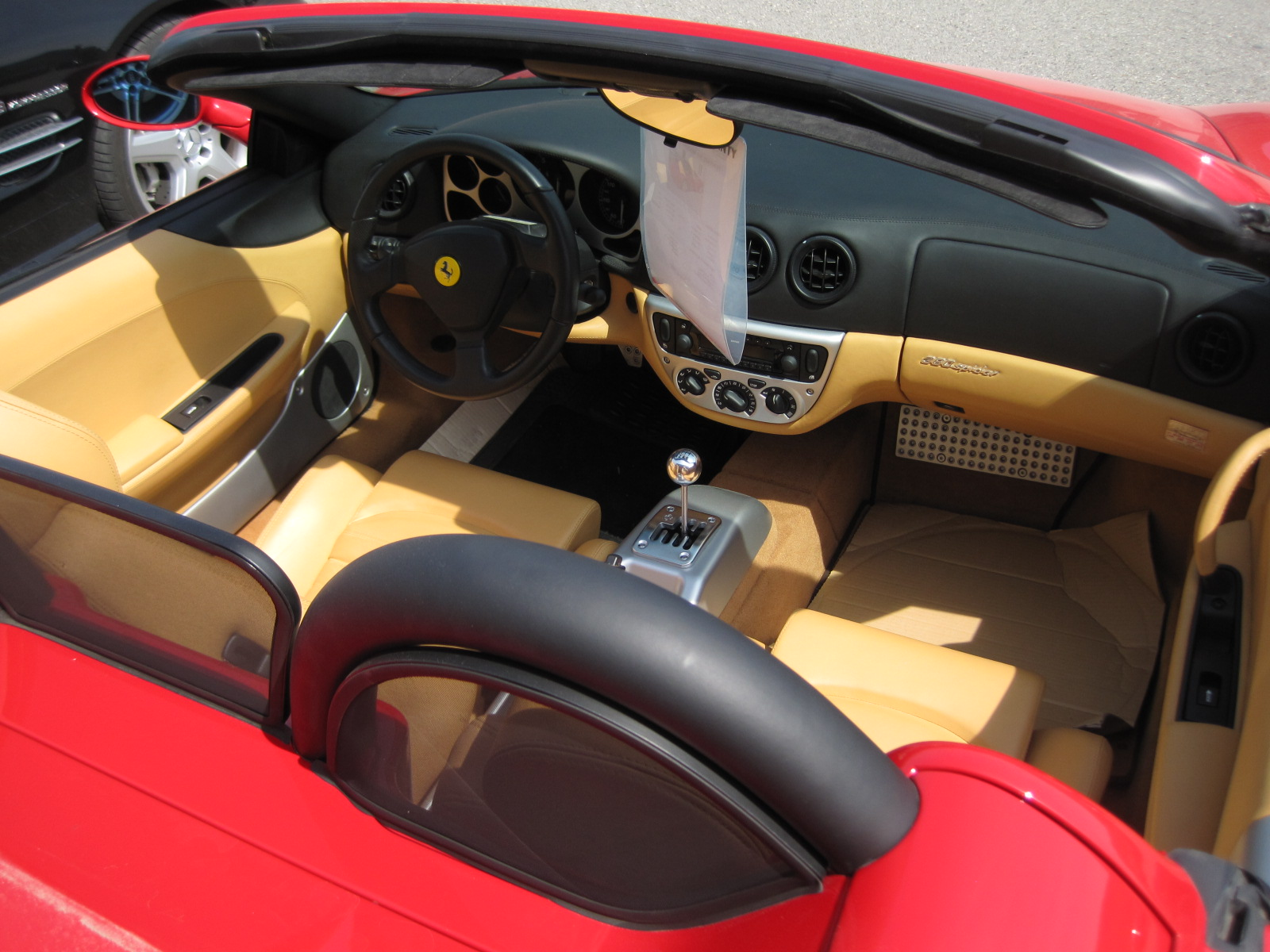
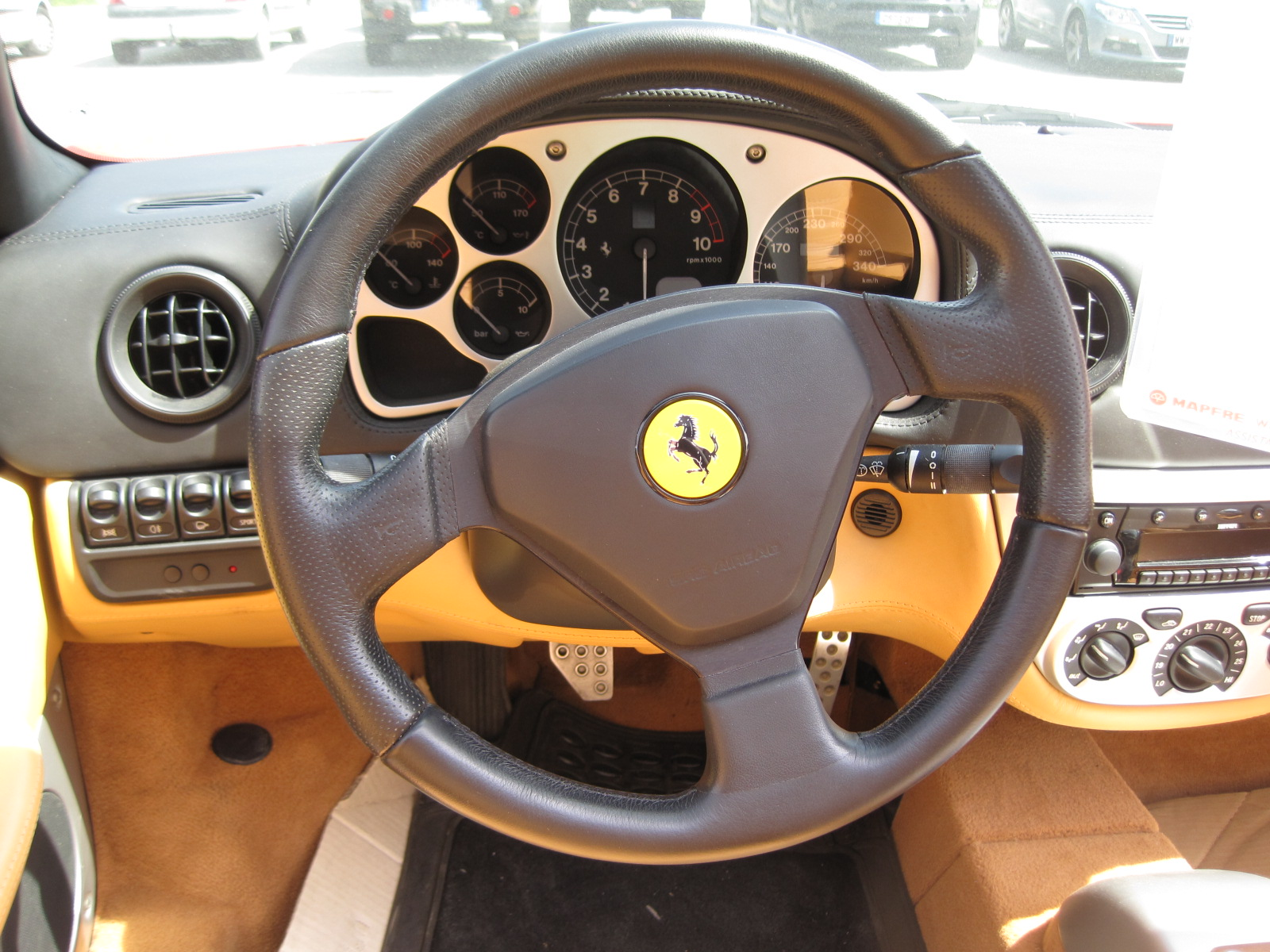
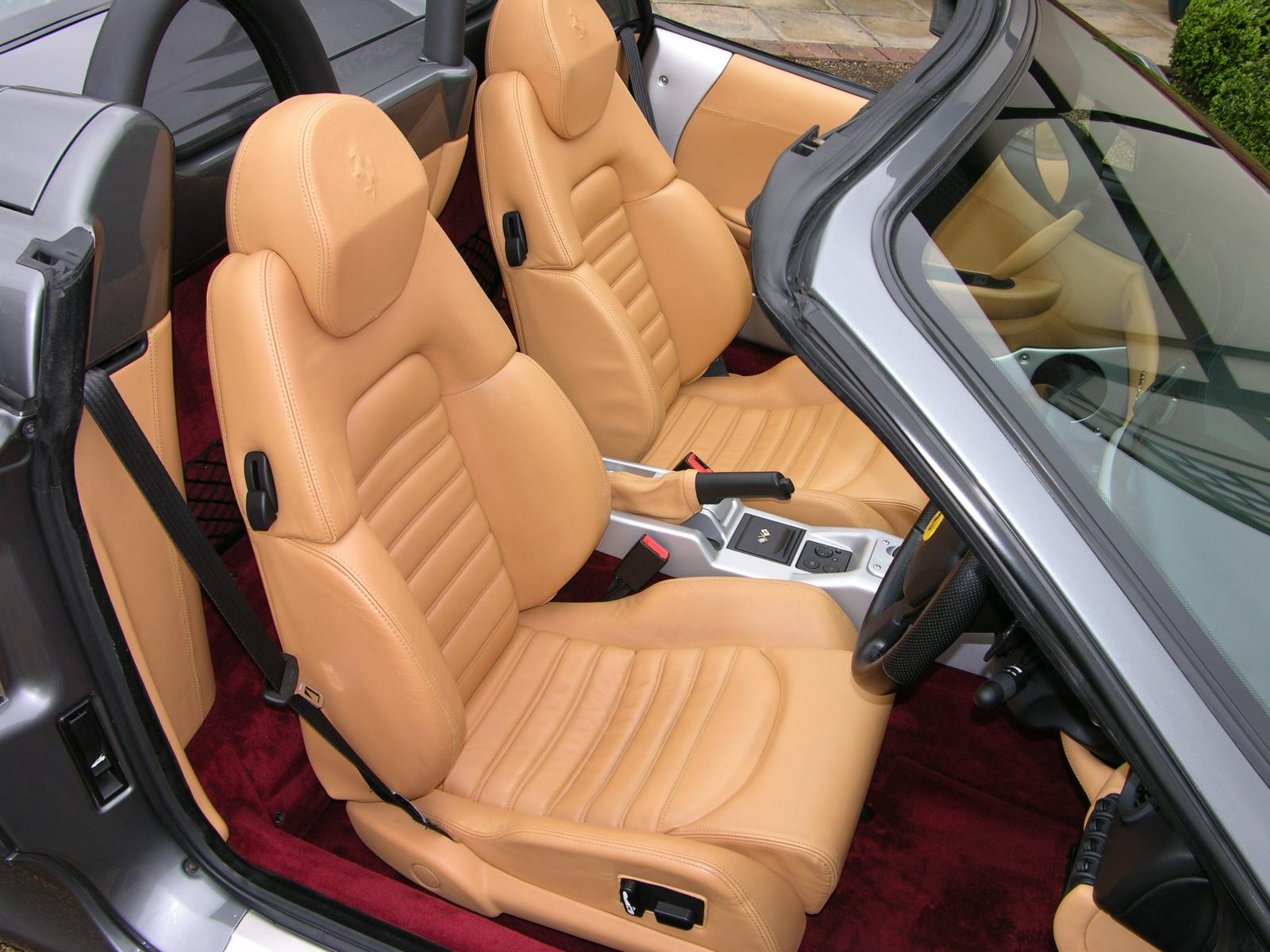
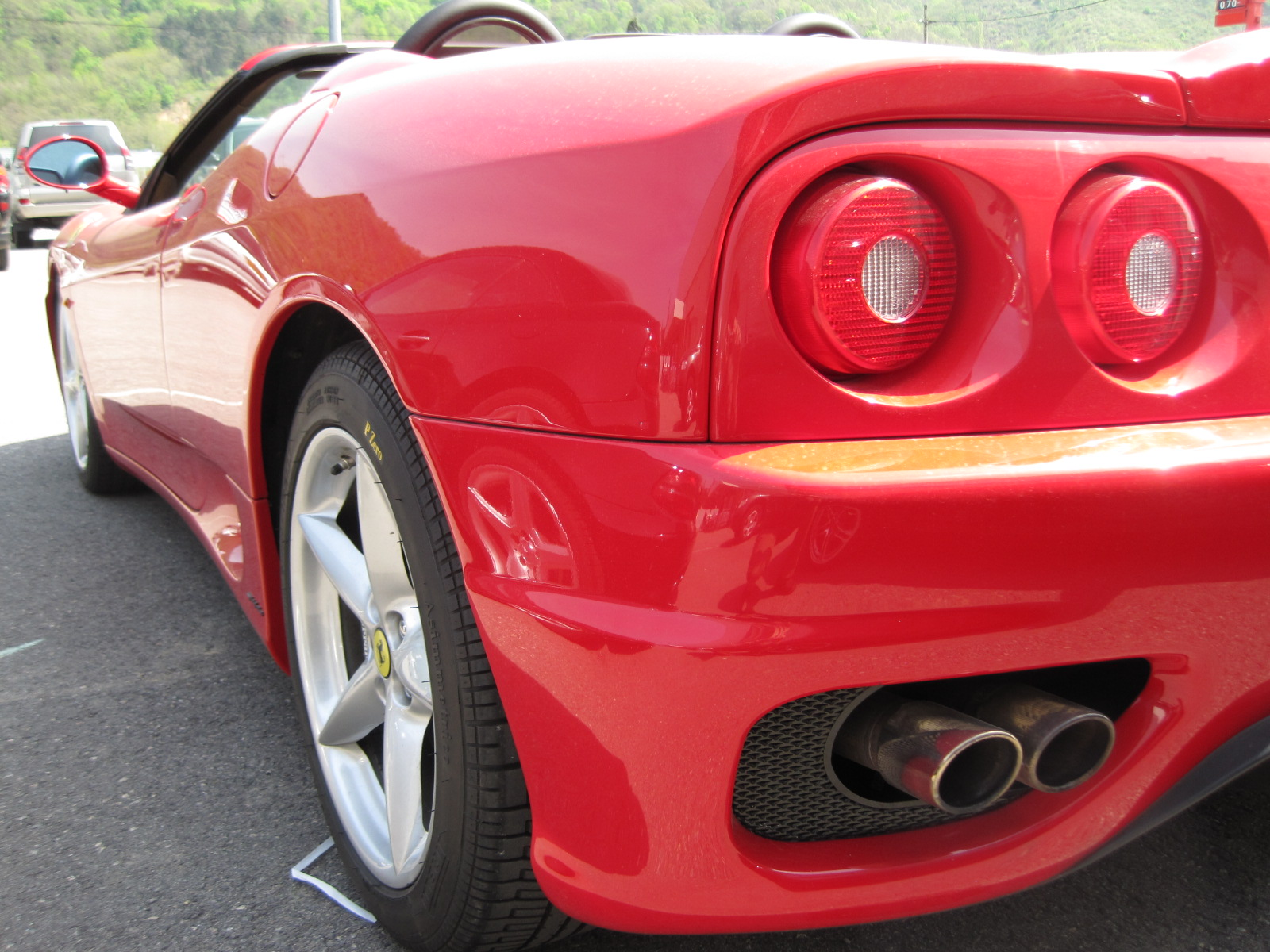

### 360 Barchetta

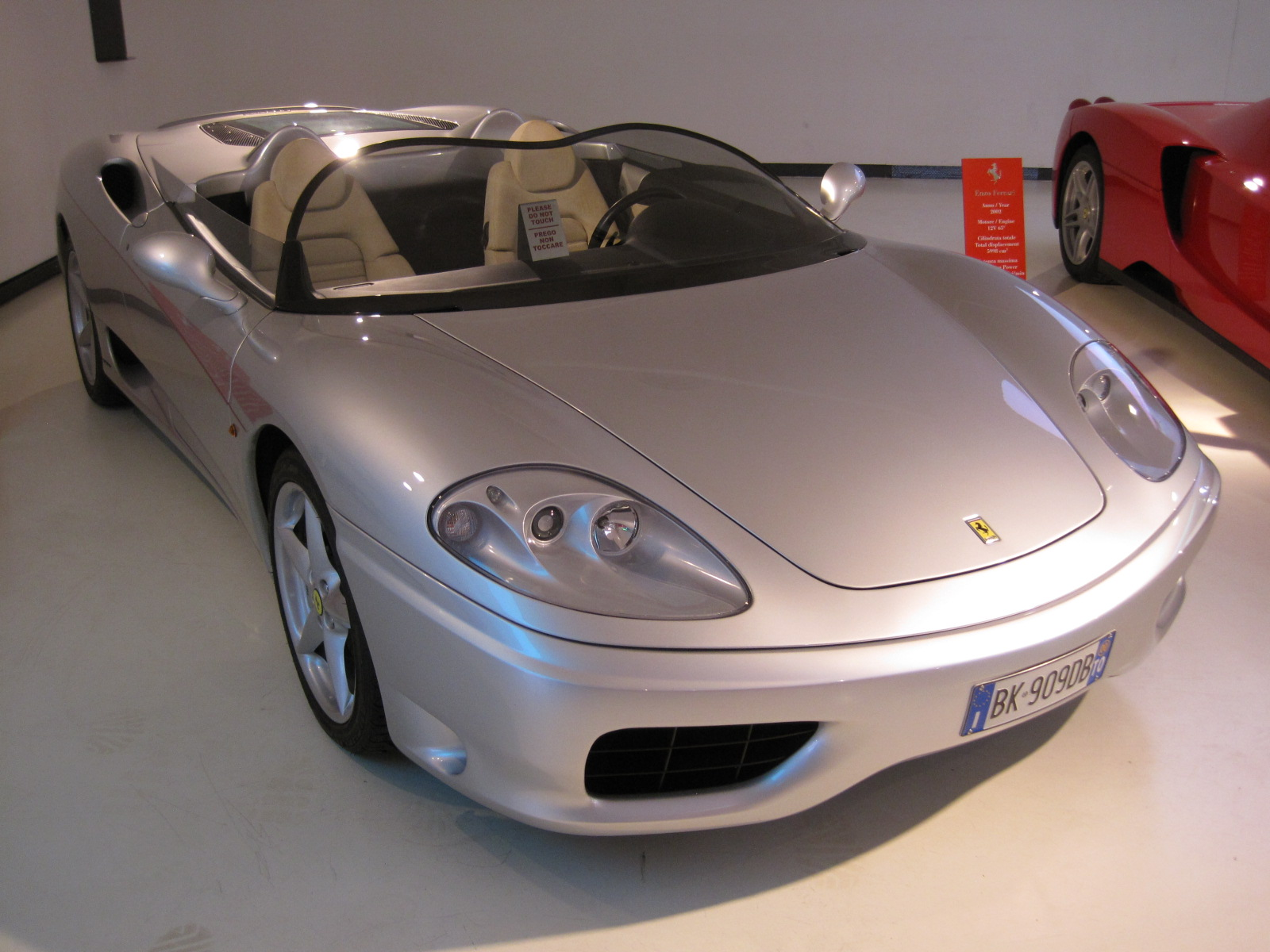
360 Barchetta.

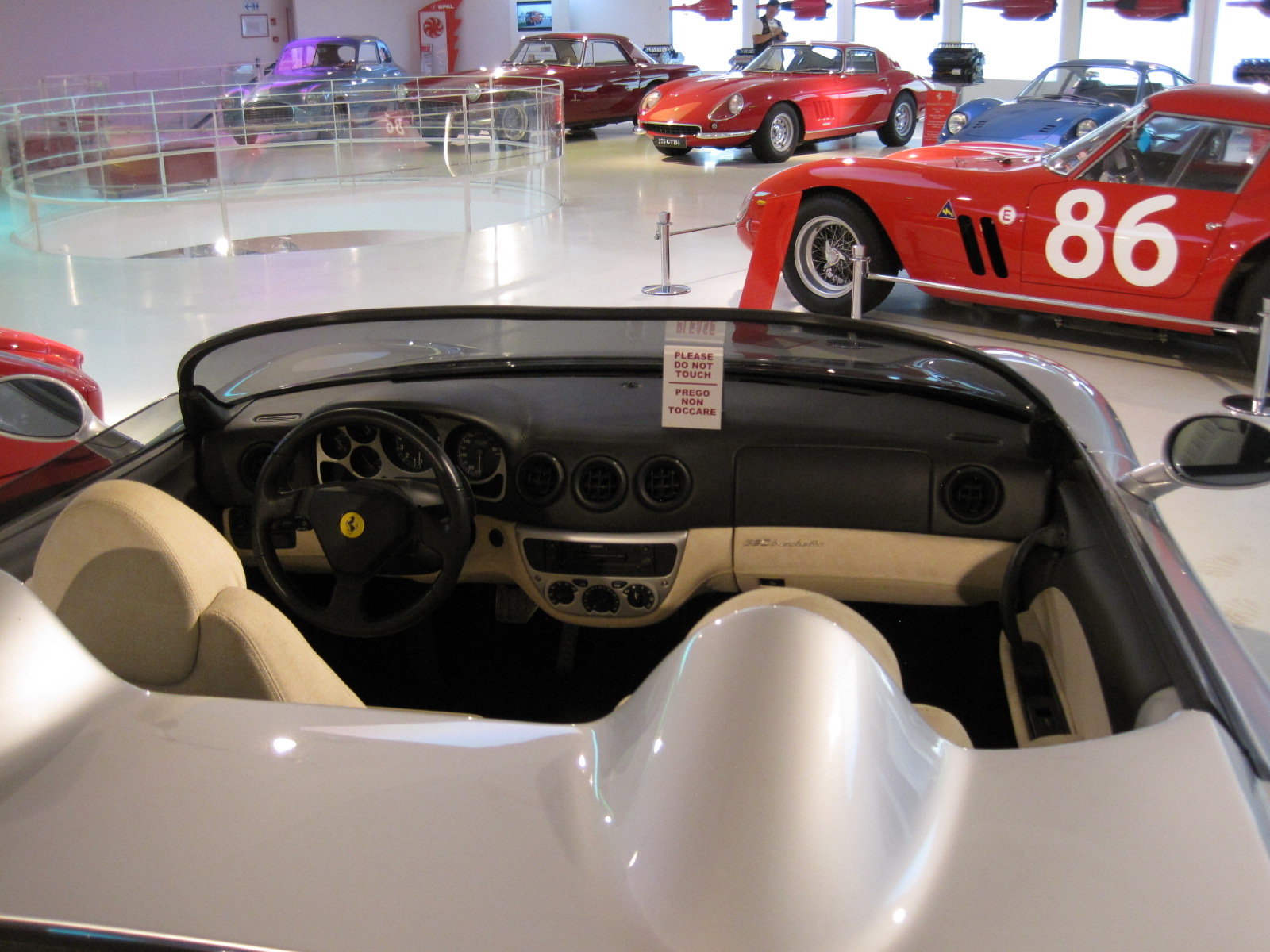
Intérieur.

La Ferrari 360 Barchetta (numéro de série 120020) est un one-off basé sur la 360 Spider, commandé par Gianni Agnelli en 2000 comme cadeau de mariage pour le président de Ferrari de l'époque, Luca di Montezemolo. La voiture ressemble beaucoup à la 360 Spider d'origine, avec quelques différences notables : suppression du système de capote souple et des arceaux de sécurité, capot moteur modifié, et ajout d'une visière en remplacement du pare-brise pour une meilleure circulation de l'air sur la voiture. Ses performances restent identiques à celle de la 360 Spider. Elle arbore une peinture Argento Nürburgring (gris) avec des rayures rouges. L'intérieur est en cuir noir et tissu crème, avec des sièges en tissu dotés de coutures assorties. L'inscription "360 Barchetta" est brodée sur le tableau de bord. La voiture est équipée d'une boîte de vitesses à palettes.

### 360 Challenge
La Ferrari 360 Challenge est une version développée pour un usage sur circuit exclusivement.

### Challenge Stradale
Commercialisé en 2003, la Ferrari Challenge Stradale est la version extrême de la Ferrari 360. La caisse est rabaissée et se voit chaussée de jantes spécifiques. Les spoilers avant et arrière ainsi que les bas de caisses sont également uniques à la Stradale. On notera également un intérieur tendu d'alcantara (ou de cuir en option) et de carbone brut, un échappement modifié et des suspensions raffermies. En option on trouve la bande « stradale » parcourant l'ensemble de la carrosserie. Le gain de poids est de 110 kg par rapport au modèle d'origine. La Ferrari 360 Challenge Stradale a été produite à 1 200 exemplaires.

#### Moteur et performances
Par rapport à la 360 Modena, les ingénieurs motoristes sont partis du même moteur, qu'ils ont conservé tel quel au niveau de ses cotes et de son architecture, et ils ont sérieusement étudié sa respiration. La nouvelle ligne d'échappement de la Ferrari Challenge Stradale est équipée d'une valve à ouverture programmée qui assure une certaine discrétion lors des traversées des villes. Passé 4 000 tr/min, la valve s'ouvre en grand et modifie tant la respiration du V8 que la sonorité. L'admission a été également revue afin d'améliorer l'écoulement des flux avec de nouveaux débitmètres d'air, et des collecteurs et conduits retravaillés. Le rapport volumétrique passe de 11 à 11,2 : 1 et le calage de la distribution a été modifié. Le résultat d'un tel travail n'est pas réellement impressionnant sur le papier puisque seuls 25 ch ont été gagnés par rapport à la Ferrari 360 Modena, tandis que le couple « stagne » toujours à 38 mkg. Si le rapport ch/litre record pour un moteur atmosphérique était à cette époque détenu par la Honda S2000 120 ch/L, la Ferrari Challenge Stradale en est très proche avec  118 ch/L.
Ce V8 est en général complété à merveille par une boîte « F1 », cependant cinq exemplaires sont sortis d'usine en boîte manuelle "semi-séquentielle", mais avec la grille et le levier de vitesse symboles de la marque. En fait, ces CS "atypiques" à transmission manuelle, sont des bases de 360 modena, équipés à Maranello, d'un kit complet de carrosserie stradale, d'un allègement par des éléments carbone (baquets, éléments moteurs, capot moteur, rétroviseurs NG-T, Boîtes à air NG-T éléments divers) et ayant une préparation moteur optimisant le système admission/échappement lui conférant une puissance légèrement supérieure à la Stradale d'origine autour de 435 ch.

### 360 GT

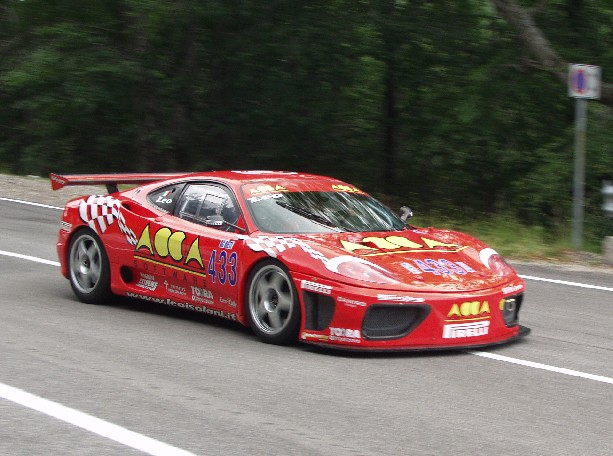
Une Ferrari 360 Modena GT, lors de l'édition 2003 de la course de côte Rieti - Terminillo.

La version GT de la 360 Modena, est dérivée de la version Challenge. Elle est déclinée en deux versions, l'une pour la réglementation N-GT de la Fédération internationale de l'automobile et la seconde pour la réglementation GT de l'Automobile Club de l'Ouest.